# Sista dagen
Sista dagen är en svensk dramafilm från 2006 i regi av Magnus Hedberg och med manus av Hedberg och Jens Jungmark. I rollerna ses bland andra Rafael Pettersson, Andreas Rothlin-Svensson och Anna Rothlin.

## Om filmen
Inspelningen ägde rum i augusti 2004 i Malmö och Sjöbo med Dennis Trulsson som fotograf och Jungmark som producent. Filmen klipptes av Jörgen Persson och Hedberg och premiärvisades den 27 oktober 2006 på biograf Spegeln i Malmö. Den visades av Sveriges Television den 11 april 2007.

## Handling
Markus och Karin har utåt sett det perfekta livet med framgångsrika jobb, men bakom fasaden döljer sig en kris. Markus bror Peter lever ett rakt motsatt liv med skulder och droger som en del av vardagen. Bröderna har en sporadiskt kontakt och en av få saker de har gemensamt är deras gemensamma sommarstuga i Småland. Ovetande om varandras planer beger sig båda bröderna dit under samma helg och tvingas därmed att leva tätt inpå varandra. Under tiden i stugan kommer starka känslor upp till ytan och gamla konflikter väcks till liv. De ursprungliga problemen som var orsaken till att de åkte till stugan ter sig alltmer avlägsna.

## Rollista
- Rafael Pettersson – Peter
- Andreas Rothlin-Svensson – Markus
- Anna Rothlin – Karin
- Sandra Huldt – Minna
- Magnus Schmitz – gangster 1
- Kerim Arhan – gangster 2
- Jonas Hult – Krille (död langare)
- Gunilla Andersson – terapeutens röst